# زندان زنان قرچک
زندان زنان تهران بزرگ یکی از زندانهای ایران و مخصوص نگهداری زندانیان زن با جرایم عمومی است اما بارها زندانیان سیاسی از جمله نسرین ستوده به این زندان تبعید شدند. در جریان اعتراضات گلستان هفتم هم زنان بازداشتی از جمله شکوفه یداللهی مستقیماً به زندان قرچک منتقل شدند. این زندان در بیابان‌های حوالی شرق تهران واقع شده که موقعیت جغرافیایی آن شرایط را عملاً برای ملاقات خانواده‌های زندانیان دشوار می‌سازد.

## وضعیت بهداشتی زندان
زندان قرچک محل نگهداری بیش از هزار و دویست زندانی زن با اتهاماتی از قبیل قتل، دزدی مسلحانه و قاچاق مواد مخدر است. در این زندان طبقه‌بندی و تفکیک جرایم رعایت نمی‌شود و برخی اعضای خانوادهٔ زندانیان سیاسی، شرایط اسفناک آن را را با بازداشتگاه کهریزک مقایسه و از آن به «کهریزک دوم» یاد کرده‌اند، چرا که این زندان وضعیت بهداشتی بسیار نامناسبی دارد. به گفتهٔ آنها:
آلودگی‌های ناشی از نبود امکانات کافی سرویس‌های بهداشتی، ازدحام ۲۰۰۰ زندانی در هفت سوله که گنجایش یک سوم جمعیت مذکور را نیز به سختی داراست و برخوردهای بسیار نامناسب مأموران زندان با زندانیان و نگهداری کودکان زندانی زیر ۱۸ سال در میان زندانیان خطرناک، عدم وجود آب قابل شرب، وضعیت نامناسب غذایی، تنها گوشهٔ کوچکی از مشکلات زندانیان نگهداری شده در این زندان است.

زندان قرچک در عمل فاقد استانداردهای لازم برای نگهداری زندانیان است و تعداد بالای زندانیان که از ظرفیت واقعی زندان بیشتر است، مشکلات عدیده‌ای برای زندانیان فراهم می‌کند. در اوائل سال ۱۳۹۰ جمعی از زندانیان سیاسی زنِ محکوم در زندان اوین دسته جمعی به این زندان تبعید شده و مدتی را در این زندان سپری کردند. این زندانیان شرایط بد و غیر استاندارد این زندان را اینگونه توصیف کردند: 
زندان قرچک ورامین شامل هفت سوله است که هر سوله با تخت‌هایی به ظرفیت چند ده نفر تجهیز شده‌است. این در حالی است که در هر کدام از این سوله‌ها بیش از ۲۰۰ زندانی نگهداری می‌شوند. عدم وجود کوچک‌ترین سیستم، برای تهویه هوا، وضعیت اسف بار بهداشتی به نحوی که بوی فاضلاب و شدت گازهای ناشی از آن برای بسیاری از زندانیان ناراحتی‌های تنفسی جدی به وجود آورده‌است. دو سرویس بهداشتی برای بیش از ۲۰۰ نفر، دو اتاقک حمام برای همین تعداد از زندانیان در نظر گرفته شده. محدودیت‌های به وجود آمده به خاطر سرویس‌های بهداشتی، عملاً باعث شده‌است تا بسیاری از زندانیان از محیط سوله و مابین تخت‌ها به عنوان «سرویس بهداشتی» استفاده کنند.

در تاریخ ۱۸ اردیبهشت ۱۳۹۰ خانواده‌های زندانیان سیاسی زن در قرچک ورامین با نوشتن نامه‌ای خطاب به محمدحسن ضیایی‌فر، ریاست وقت کمیسیون حقوق بشر اسلامی در آن سال از وی برای رسیدگی فوری به وضع عزیزانشان در این زندان استمداد طلبیدند. در متن این نامه چنین آمده‌است: 
هم‌اکنون حدود ۶۰۰ زن زندانی، با اتهام‌های مختلف، به زندان قرچک انتقال یافته‌اند، هنوز علت این نقل و انتقال بر ما روشن نیست. این ۶۰۰ زن، در یک سالن، بدون تخت، بدون امکانات ابتدایی زندگی و بهداشتی روزهایشان را سر می‌کنند. مسئولان زندان از دادن آب و غذا به زندانیان خودداری می‌کنند و به گفته زندانیان، وعده‌های غذایی مرتب در این زندان وجود ندارد و نگهبانان هرگاه دلشان بخواهد غذا در اختیار زندانیان قرار می‌دهند. ۴ سرویس بهداشتی برای ۶۰۰ زن زندانی وجود دارد که تمامی کارهای خود از قبیل لباس شستن، ظرف شستن و حمام کردن را نیز می‌بایست در همین سرویس‌ها انجام دهند. در حالی‌که در بیشتر ساعات روز نیز آب زندان قطع است. در روزهای گذشته اعتراض زندانیان نسبت به وضعیتشان با واکنش غیرانسانی و غیرقانونی مسئولان زندان مواجه شده‌است، به طوری‌که مأموران با باتوم تمام معترضان را مورد ضرب و شتم قرار داده‌اند. زندانیان می‌گویند:کسانی که قصد فرار از دست مأموران را داشتند تا کتک نخورند، زیر دست و پای سایر زندانیان می‌افتادند و صدمه می‌دیدند.
بنابر خبر رسانه‌های خبری مختلف روز جمعه ۱۹ بهمن ۱۳۹۷ مأموران برای سرکوب زندانیان معترض به سوی آنها گاز اشک آور و گاز فلفل پرتاب کرده و سپس زندانیان را مورد ضرب و جرح قرار دادند. زندان قرچک محل نگهداری زنان دراویش و برخی زندانیان سیاسی می‌باشد. فلیپ لوتر رئیس بخش تحقیقات عفو بین‌الملل در خاورمیانه و آفریقا گفت: گزارشهای رسیده حاکی از برخورد بی‌رحمانه و سنگین گارد زندان با زندانیان بوده و عمیقاً نگران کننده است.

## ضرب و شتم زنان درویش و تحریم زندان قرچک
در خردادماه ۱۳۹۷ یازده زن درویش در زندان قرچک مورد ضرب و شتم شدید گارد زندان قرار گرفتند.
پس از آن عفو بین‌الملل با محکوم کردن این اتفاق خواستار آزادی زنان درویش شد.
با واکنش نهادهای بین‌المللی دادستانی ایران اخبار مرتبط به این حوادث را تکذیب کرد و فراکسیون زنان مجلس خواستار دیدار با زنان درویش شد. سحام نیوز خبرگزاری نزدیک به مهدی کروبی اسامی کسانی که در این ضرب و شتم نقش داشتند را رسانه‌ای کرد. حمید محمدی رئیس وقت زندان و رضا حلوایی پاسیار زندان از جمله کسانی بودند که در این ضرب و شتم و همچنین فیلمبرداری از آن نقش داشته‌اند.
شکوفه یداللهی در کتاب شکنجه سفید گفته‌است که در این حوادث مأموران، شوکر را مستقیم به سر و صورت ما می‌زدند.

## تحریم زندان
برایان هوک، نماینده وزارت خارجه آمریکا در امور ایران در مهرماه همان سال خبر داد که زندان قرچک ایران را در لیست تحریم قرار داده‌اند و دو ماه بعد این تحریم اجرایی شد.

## زندانیان سیاسی
برخی از زندانیان سیاسی زندان قرچک، که مدّتی از زندگی خود را در این زندان گذرانده‌اند عبارتند از:
- سهیلا حجاب
- آتنا فرقدانی
- شکوفه یداللهی
- آتنا دائمی
- نسرین ستوده
- شاپرک شجری‌زاده
- شبنم مددزاده
- غنچه قوامی
- گلرخ ایرایی
- مریم اکبری منفرد
- مطهره بهرامی
- ندا ناجی
- نوشین جعفری
- کایلی مور گیلبرت
- صبا کردافشاری
- نرگس محمدی
- یاسمن آریانی
- نیلوفر حامدی
- الهه محمدی